# Klatka piersiowa

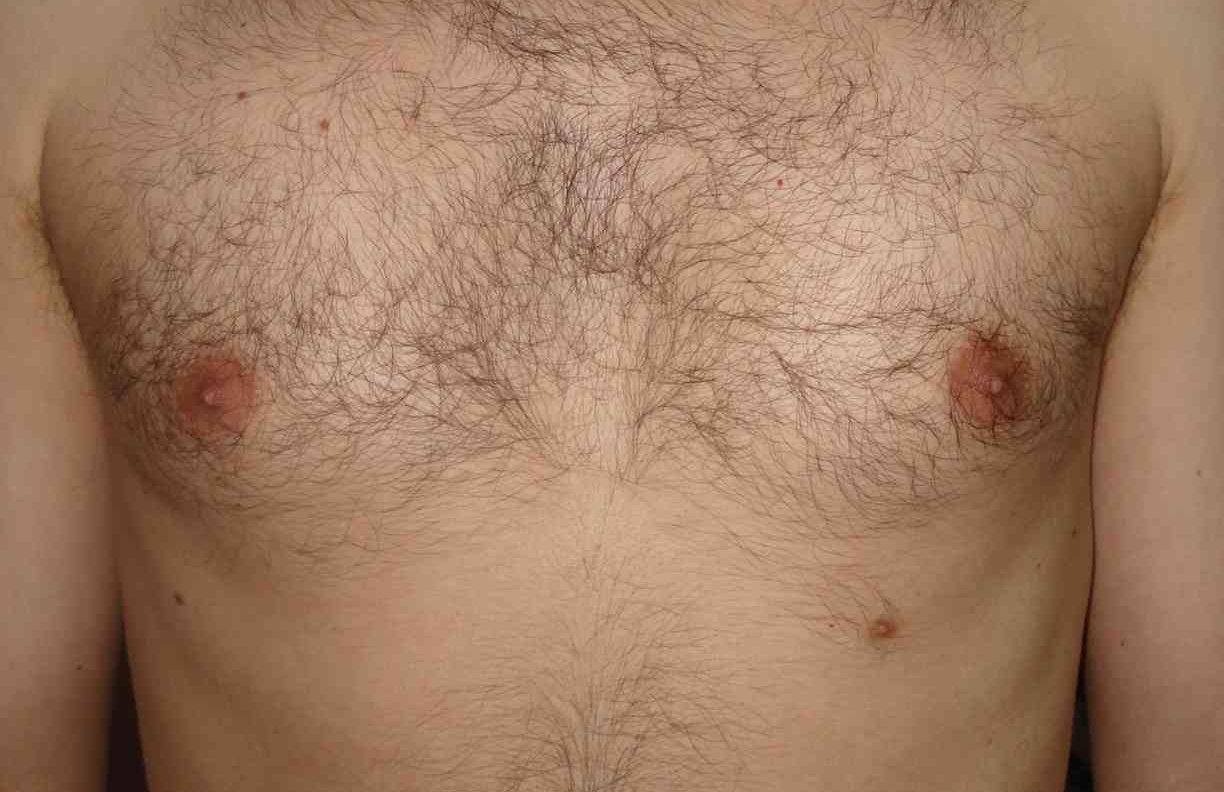
Klatka piersiowa

W anatomii człowieka klatka piersiowa (łac. thorax) – część tułowia między szyją i jamą brzuszną. Chroni ona narządy wewnętrzne (głównie serce i płuca) i umożliwia proces wymiany gazowej.

## Klatka piersiowa człowieka

### Anatomia klatki piersiowej

#### Szkielet kostny

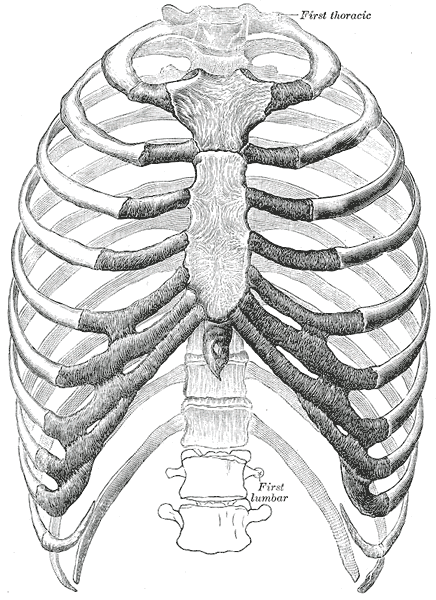
Szkielet kostny klatki piersiowej

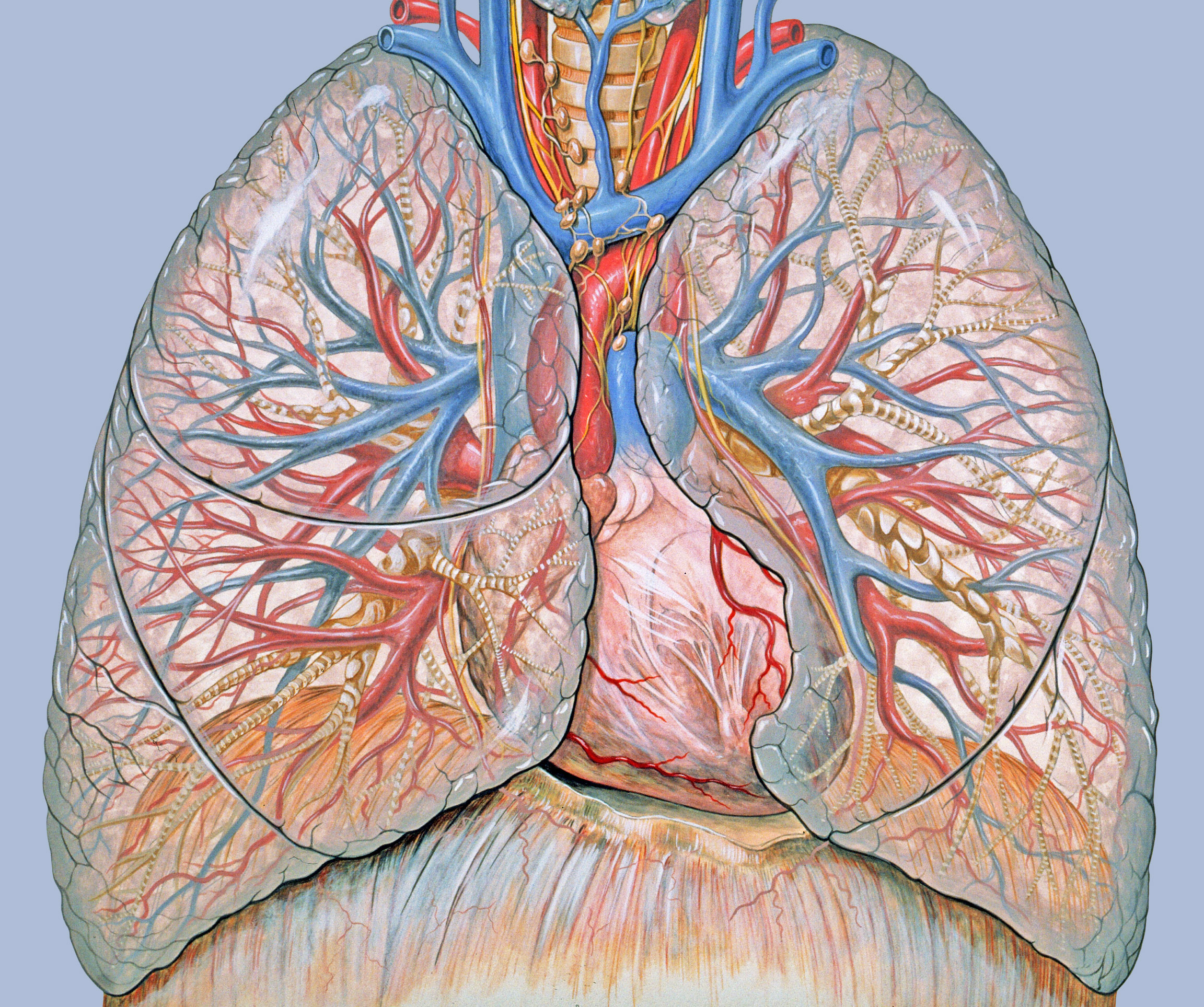
Zawartość i stosunki anatomiczne struktur jamy klatki piersiowej

Szkielet kostny tworzą: 
- mostek,
- 12 par żeber,
- 12 kręgów piersiowych.

#### Anatomiczne granice
Stworzone z powyższych kości rusztowanie kostne ograniczają następujące struktury:
- otwór górny klatki piersiowej (łac. apertura thoracis superior) – górny brzeg rękojeści mostka, symetrycznie I żebra i od tyłu pierwszy kręg piersiowy.
- otwór dolny klatki piersiowej (łac. apertura thoracis inferior) ograniczony jest przez następujące struktury:
  - wyrostek mieczykowaty
  - chrząstki żeber VII - X zlane w łuk żebrowy (łac. arcus costalis)
  - dolne brzegi żeber XI, XII (żebra wolne)
  - XII kręg piersiowy

Jamę klatki piersiowej od jamy brzusznej odgradza przepona.

#### Jama klatki piersiowej
Klatka piersiowa od wewnątrz pokryta jest opłucną i w ten sposób tworzy przestrzeń zwaną jamą klatki piersiowej (łac. cavum thoracis), w której mieszczą się:
- płuca,
- śródpiersie ze swoją zawartością czyli:
  - serce
  - przełyk
  - tchawica
  - duże naczynia oraz nerwy

#### Mięśnie klatki piersiowej
Od zewnątrz kostne rusztowanie klatki piersiowej pokryte jest mięśniami:
- od tyłu pokrywają ją mięśnie zaliczane do grupy mięśni grzbietu
- od przodu właściwe mięśnie klatki piersiowej:
  - grupa powierzchniowa
    - mięsień piersiowy większy (łac. musculus pectoralis major)
    - mięsień piersiowy mniejszy (łac. musculus pectoralis minor)
    - mięsień podobojczykowy (łac. musculus subclavicus)
    - mięsień zębaty przedni (łac. musculus serratus anterior)

  - grupa głęboka
    - mięśnie międzyżebrowe
      - mięśnie międzyżebrowe zewnętrzne (łac. musculi intercostales externi)
      - mięśnie międzyżebrowe wewnętrzne (łac. musculi intercostales interni)
      - mięśnie międzyżebrowe najgłębsze (łac. musculi intercostale intimi)

    - mięśnie podżebrowe (łac. musculi subcostales)
    - mięsień poprzeczny klatki piersiowej (łac. musculus transversus thoracis)

Grupa mięśni klatki piersiowej pokryta jest skórą w której widoczne są sutki, brodawki sutkowe widoczne są u mężczyzn na wysokości IV międzyżebrza, natomiast u kobiet na wysokości od III do VII międzyżebrza i zlokalizowane są bardziej bocznie (w kierunku linii pachowej przedniej).

### Patologia klatki piersiowej
Znane są różne odchylenia budowy klatki piersiowej:
- klatka piersiowa kurza (łac. pectus carinatum), gdzie mostek jest przesunięty ku przodowi tworząc w tym miejscu uwypuklenie.
- klatka piersiowa lejkowata (łac. pectus excavatum), gdzie dolna część mostka i przyczepiające się tam żebra są jak gdyby '"wgniecione" do środka klatki piersiowej. Nie jest jeszcze dokładnie zbadane co powoduje powstanie klatki lejkowatej. Upośledzenie to jest już widoczne u małych dzieci. Pectus excavatum jest uleczalny. Obecnie najbardziej popularną metodą stosowaną na całym świecie jest metoda Nussa. Polega ona na wprowadzeniu metalowego, odpowiednio wyprofilowanego (w kształcie litery U) wspornika pod mostek pacjenta, tak żeby wypchnąć mostek oraz żebra na zewnątrz. Metoda ta nie pozostawia zbyt wielkich blizn, gdyż wykonuje się jedynie trzy niewielkie nacięcia. Leczenie klatki lejkowatej najlepiej rozpocząć kiedy kości nie są jeszcze zbyt twarde i można je wyginać - preferowany wiek to 12 - 14 lat, choć leczone są wszystkie przypadki wiekowe. Jednak im starszy jest pacjent tym leczenie jest bardziej bolesne i nie daje tak dobrych efektów jak w przypadku operacji wykonanej wcześniej.

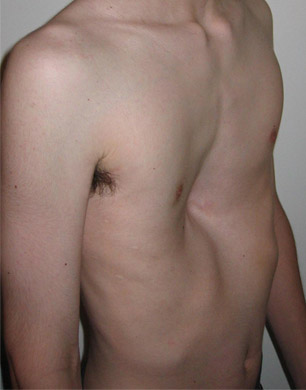
Pectus excavatum
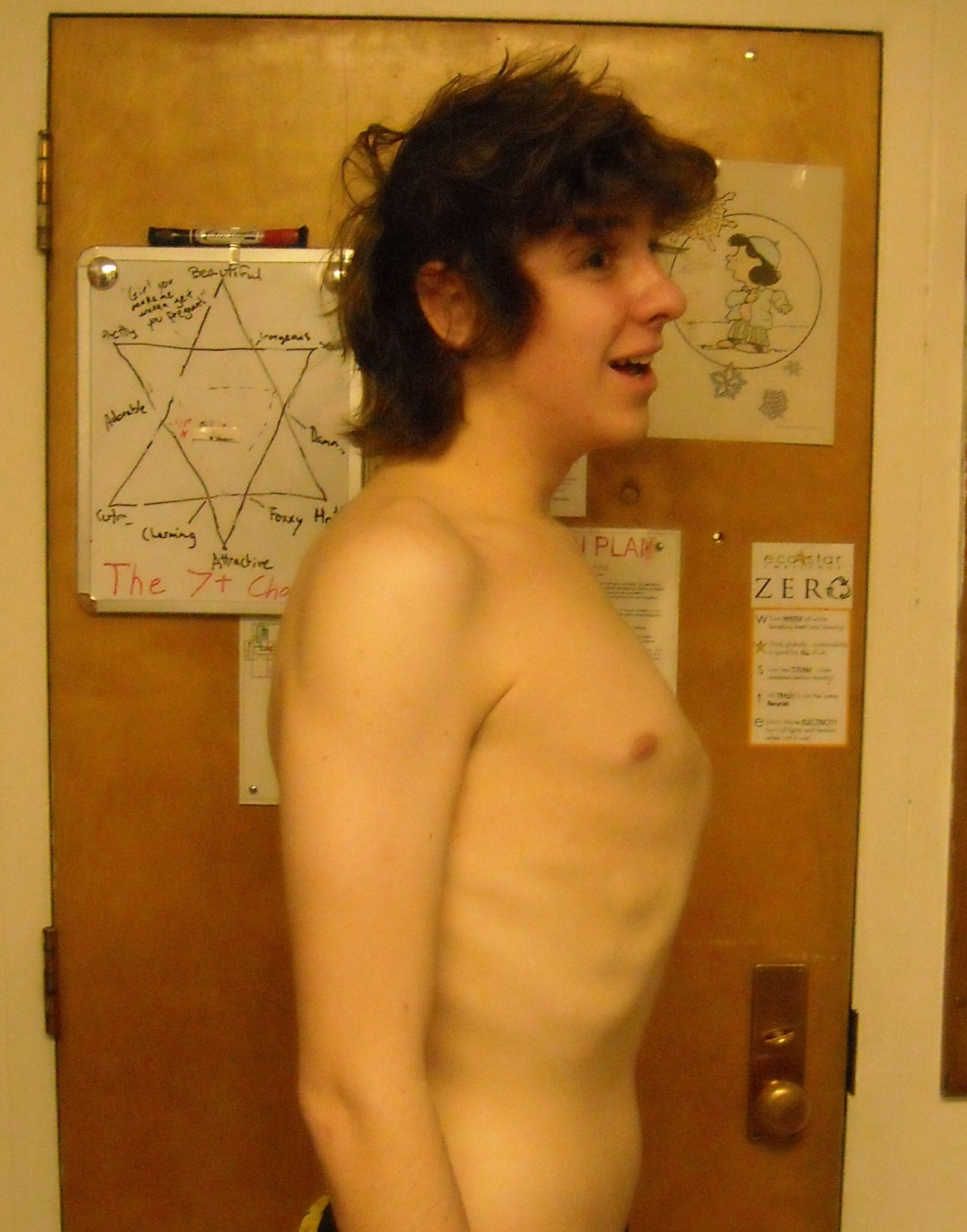
Pectus carinatum